# Canton de Vaour
Le canton de Vaour est un ancien canton français situé dans le département du Tarn et la région Midi-Pyrénées.

## Géographie
Ce canton était organisé autour de Vaour dans l'arrondissement d'Albi. Son altitude variait de 93 m (Penne) à 507 m (Vaour) pour une altitude moyenne de 189 m.

## Représentation

### Conseillers généraux de 1833 à 2015
| Période                                  | Période          | Identité                            | Étiquette                | Qualité |
| ---------------------------------------- | ---------------- | ----------------------------------- | ------------------------ | --- |
| 1833                                     | 1845 (décès)     | Gaspard Duboys                      |                          | Notaire, maire de Vaour |
| 1845                                     | 1852             | Charles Duboys (frère du précédent) |                          | Avocat et avoué à Gaillac |
| 1852                                     | 1862 (décès)     | Joseph Arvengas                     |                          | Notaire à Penne, conseiller d'arrondissement                                                                                  |
| 1862                                     | 1870             | Henry Duboys                        |                          | Avocat, propriétaire à Vaour                                                                                                  |
| 1870                                     | 1871             | Bernard Amouroux                    |                          | Notaire à Penne |
| 1871                                     | 1889             | Henry Duboys                        | Républicain              | Juge de paix à Cadalen Propriétaire à Vaour                                                                                   |
| 1889                                     | 1913             | Pierre Vaissière                    | Rad.                     | Notaire - Maire de Vaour |
| 1913                                     | 1919             | Julien Viguier                      | Républicain Progressiste | Maire de Penne (1908-1923), conseiller d'arrondissement                                                                       |
| 1919                                     | 1925             | Pierre Vaissière                    | Rad.                     | Notaire - Maire de Vaour |
| 1925                                     | 1931 (décès)     | Jules Durban                        | Rad.                     | Directeur de l'hôpital général Conseiller municipal d'Albi                                                                    |
| 1931                                     | 1940             | Jean Calvet                         | Soc.ind.                 | Maire de Gaillac (1919-1941 et 1945-1959) Député (1928-1932)                                                                  |
|                                          |                  |                                     |                          | |
| 1945                                     | 1974 (décès)     | Fernand Verdeille                   | SFIO-PS                  | Libraire - Sénateur (1946-1974) Président du Conseil Général (1945-1955) Maire de Penne (1945-1965) puis de Vaour (1965-1974) |
| 1974                                     | 1978 (démission) | André Sudre                         | PS                       | Sous-Préfet Maire de Saint-Michel-de-Vax                                                                                      |
| 1978                                     | 1988             | Gérard Bosc                         | DVG                      | Agriculteur - Maire de Milhars                                                                                                |
| 1988                                     | 2008             | Maurice Boyer                       | DVG puis PS              | Directeur d'école Maire de Penne (1965- 2006)                                                                                 |
| 2008                                     | 2015             | Georges Bousquet                    | PS                       | Technicien en architecture Maire de Vaour (1989-2014)                                                                         |
| Les données manquantes sont à compléter. |                  |                                     |                          | |

### Conseillers d'arrondissement (de 1833 à 1940)
Le canton de Vaour appartenait à l'Arrondissement de Gaillac jusqu'à sa disparition en 1926.
| Période                                  | Période | Identité              | Étiquette                | Qualité |
| ---------------------------------------- | ------- | --------------------- | ------------------------ | --- |
| 1833                                     | 1839    | M. Crouzet            |                          | Médecin, juge de paix à Milhars                                                                             |
| 1839                                     | 1848    | Joseph Arvengas       |                          | Notaire à Penne                                                                                             |
| 1848                                     |         | Antoine-Ernest Duboys |                          | Propriétaire à Vaour                                                                                        |
|                                          |         |                       |                          | |
| 1889                                     | 1898    | Léon Jules Viguier    | Républicain Progressiste | Maire de Penne (1876-1900)                                                                                  |
| 1898                                     | 1910    | Élie Cavalié          | Radical                  | Architecte voyer, entrepreneur à Vaour, nommé en Algérie                                                    |
| 1910                                     | 1913    | Julien Viguier        | Républicain progressiste | Maire de Penne                                                                                              |
| 28 sept. 1913                            | 1919    | Édouard Astoul        |                          | Maire de Vaour                                                                                              |
| 1919                                     | 1934    | Sylvain Roques        | Républicain indépendant  | Cultivateur à Milhars                                                                                       |
| 1934                                     | 1940    | André Cornus          | PRS                      | Maire de Milhars                                                                                            |
| 1940                                     |         |                       |                          | Les conseils d'arrondissement ont été suspendus par la loi du 12 octobre 1940 et n'ont jamais été réactivés |
| Les données manquantes sont à compléter. |         |                       |                          | |

## Composition
Le canton de Vaour regroupait 9 communes et comptait 1 517 habitants (recensement de 1999 sans doubles comptes).
| Communes            | Population (2012) | Code postal | Code Insee |
| ------------------- | ----------------- | ----------- | ---------- |
| Itzac               | 111               | 81170       | 81108      |
| Marnaves            | 81                | 81170       | 81154      |
| Milhars             | 262               | 81170       | 81165      |
| Montrosier          | 34                | 81170       | 81184      |
| Penne               | 522               | 81140       | 81206      |
| Le Riols            | 130               | 81170       | 81224      |
| Roussayrolles       | 63                | 81140       | 81234      |
| Saint-Michel-de-Vax | 66                | 81140       | 81265      |
| Vaour               | 248               | 81140       | 81309      |

## Démographie
| 1962  | 1968  | 1975  | 1982  | 1990  | 1999  | 2006  | 2009 |
| ----- | ----- | ----- | ----- | ----- | ----- | ----- | ---- |
| 1 685 | 1 898 | 1 809 | 1 714 | 1 609 | 1 517 | 1 584 | -    |